# George e Junior
George e Junior sono personaggi dei cartoni animati creati da Tex Avery per la Metro-Goldwyn-Mayer.
La prima apparizione dei personaggi risale al cortometraggio Henpecked Hoboes del 1946, terminando con altri tre corti fino al 1948. Nel 1995 sono apparsi in due cortometraggi intitolati Look Out Below e Consegne di Natale, prodotti da Pat Ventura per What a Cartoon! di Cartoon Network.
I corti seguono le disavventure di due orsi ispirati a George e Lennie del romanzo Uomini e topi di John Steinbeck. George è basso, intelligente e irascibile mentre Junior è alto, stupido e tranquillone. Solitamente George escogita un piano per sistemare la loro situazione attuale. Junior accidentalmente rovina tutto in qualche modo, poi George si arrabbierebbe e direbbe "Piegati, Junior", e, quando Junior lo fa, George gli sferra un calcio nella parte posteriore.

## Cortometraggi
- Henpecked Hoboes, regia di Tex Avery (1946)
- Hound Hunters, regia di Tex Avery (1947)
- Red Hot Rangers, regia di Tex Avery (1947)
- Half-Pint Pygmy, regia di Tex Avery (1948)
- Look Out Below, regia di Pat Ventura (1995)
- Consegne di Natale (George and Junior's Christmas Spectacular), regia di Pat Ventura (1995)